# Transmisión manual secuencial

Animación de un cambio de transmisión manual secuencial

Una transmisión manual secuencial, también conocida como caja de cambios secuencial, o transmisión secuencial, es un tipo de transmisión manual no síncrona que se usa principalmente para motocicletas y coches de carreras. Produce lapsos de cambio más rápidos que las transmisiones manuales sincronizadas tradicionales, aunque con la restricción de que obliga al conductor a seleccionar la marcha siguiente o la anterior, en un orden sucesivo.
Están reservados casi exclusivamente a automóviles de competición o motocicletas, debido a que ofrecen una menor durabilidad y mayores requisitos de mantenimiento que una transmisión manual convencional.

## Diseño

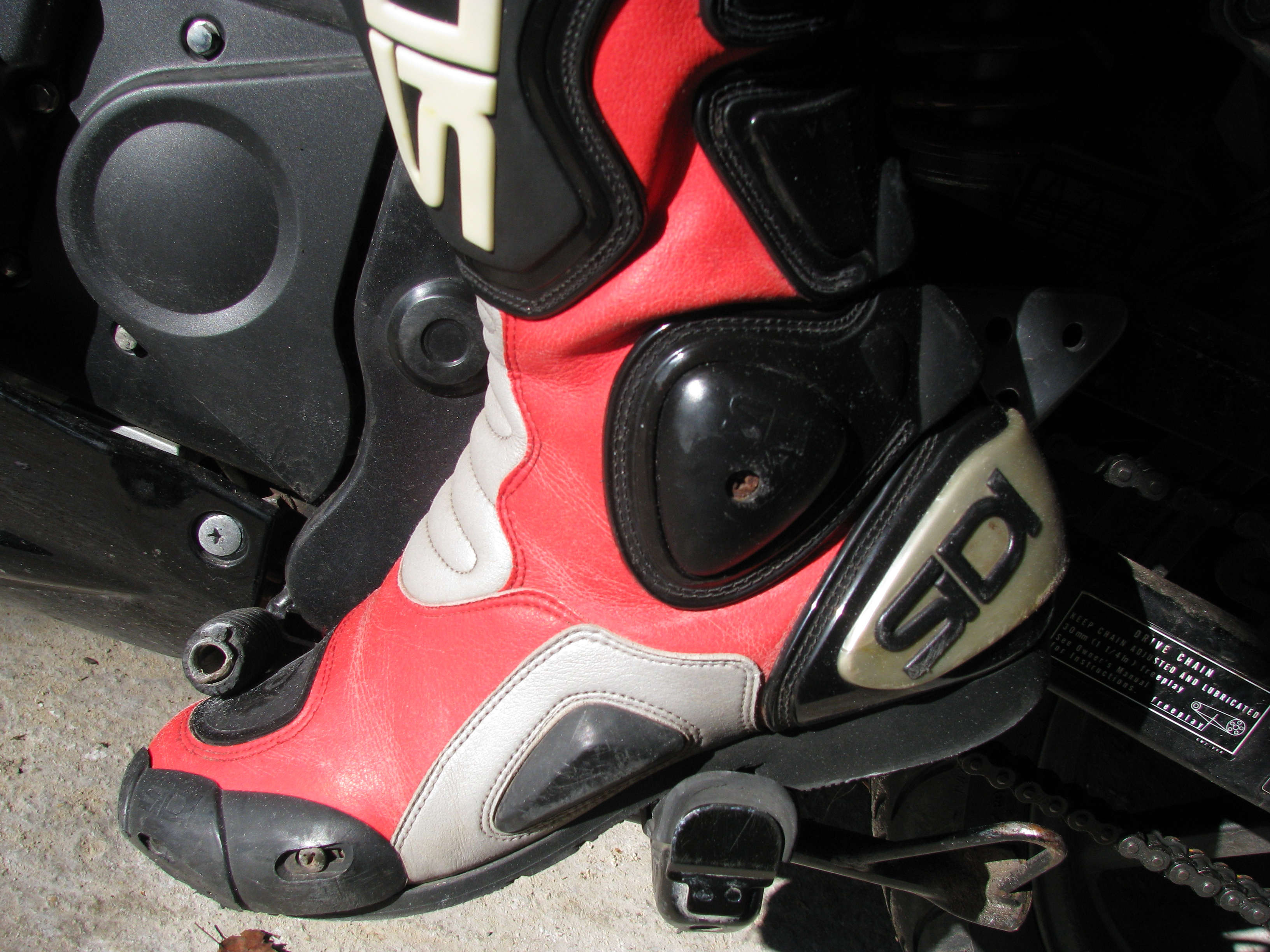
Palanca de cambio de marcha en una motocicleta (por encima de la punta de la bota del conductor)

Una transmisión manual secuencial no está sincronizada y permite al conductor seleccionar la siguiente marcha (por ejemplo, cambiar de primera a segunda) o la marcha anterior (por ejemplo, cambiar de tercera a segunda), operada a través de levas de cambio electrónicas montadas detrás del volante o con una palanca de cambios secuencial. Esta restricción evita seleccionar accidentalmente la marcha incorrecta; sin embargo, también impide que el conductor "salte" marchas deliberadamente. El uso de embragues de empuje (en lugar de sincronizados) da como resultado velocidades de cambio más rápidas que en una transmisión manual convencional.
En una transmisión manual secuencial, la palanca de cambios opera un mecanismo de trinquete que convierte el movimiento hacia adelante y hacia atrás de la palanca de cambios en la rotación de un tambor selector (también denominado barril) que tiene tres o cuatro surcos mecanizados alrededor de su perímetro. Las horquillas selectoras son guiadas por los surcos, ya sea directamente o mediante varillas selectoras. Estos surcos se desvían alrededor de la circunferencia y, a medida que gira el tambor, las horquillas selectoras se mueven para engranar la marcha requerida.
Una transmisión manual secuencial no debe confundirse con una función de cambio "secuencial" que a veces se instala en las transmisiones automáticas hidráulicas, comercializada con términos como "Tiptronic" o "SportShift". Esta función permite al conductor seleccionar la marcha anterior o siguiente mediante el uso de botones o una palanca (normalmente cerca de la palanca de cambios o del volante); sin embargo, la mecánica de la transmisión no está relacionada con una verdadera transmisión manual secuencial.

## Aplicaciones
La mayoría de las motocicletas utilizan una transmisión manual secuencial. El motociclista controla la palanca de cambios con el pie, lo que permite que sus manos permanezcan en el manillar, y la selección de marchas utiliza un diseño de 1 - N - 2 - 3 - 4 - 5 - 6 (en una caja de cambios de 6 velocidades, por ejemplo). Sin embargo, la mayoría de los escúteres modernos no utilizan una transmisión manual secuencial, y en su lugar emplean una transmisión automática hidráulica o una transmisión variable continua impulsada por correa o cadena. Los modelos underbone, sin embargo, a menudo usan una transmisión semiautomática con un embrague centrífugo automático, pero conservan la palanca de cambios convencional operada con el pie, como la Honda Super Cub.
La primera caja de cambios manual secuencial propiamente dicha utilizada en un automóvil de carreras fue con el Porsche Tipo 360 Cisitalia en 1946, seguido por el diseño Queerbox con reputación de poco fiable, iniciado por Richard Ansdale y Harry Mundy, que se usó en varios coches de carreras Lotus de Grand Prix durante el final de la década de 1950 y el principio de la de 1960, comenzando con el Lotus 12 de 1958. Técnicamente, era la primera caja de cambios "secuencial" con accionamiento asistido que se utilizaba en un coche de carreras. La mayoría de los coches de carreras modernos también usan una transmisión secuencial (a través de unas levas de cambio secuencial, con un varillaje mecánico o un sistema de cambio electrónico), en lugar de la clásica palanca de cambios con patrón en H. El primer modelo en utilizar levas de cambio secuencial en lugar de una palanca fue el Williams FW14 de Fórmula 1 en el año 1991, cuya caja de cambios usaba un mecanismo de rotación de tambor secuencial.
La primera caja de cambios manual secuencial moderna con palanca de cambio se usó en el deportivo de competición Peugeot 905 del Grupo C en 1990, seguido por el coche de carreras Ferrari 333 SP LMP y por los vehículos CART Champ Cars/Indycars en 1994 y 1996. A continuación, este tipo de cambios pasó a usarse en los coches de carreras McLaren F1 GTR, Mercedes-Benz CLK GTR, Porsche 911 GT1, y Panoz Esperante GTR-1 del grupo GT1 en 1996 y 1997. Y poco después, equiparon a los automóviles de rally de la categoría WRC en 1997, 1998 y 1999, y también a los coches de carreras Porsche LMP1-98, Nissan R390 GT1, Toyota GT-One y BMW V12 LM y LMR Le Mans Prototype en 1998 y 1999.
Los turismos de competición también han utilizado cajas de cambios manuales secuenciales; comenzando con la serie europea DTM en 2000, que las utilizó durante 12 temporadas, hasta que se adoptó el sistema de cambio con levas en 2012. La serie australiana V8 Supercars comenzó a usar cajas de cambios manuales secuenciales en 2008, después de haber utilizado cajas de cambios manuales con patrón en H.
La NASCAR tiene previsto introducir una transmisión manual secuencial de 5 velocidades con su Gen-7 en 2022, después de usar una transmisión manual convencional de patrón en H de 4 velocidades durante muchos años.
Debido a la alta tasa de desgaste y la acción de cambio brusco, las transmisiones manuales secuenciales rara vez se usan en automóviles de pasajeros, aunque con algunas excepciones.